# 原田航路
原田 航路（はらだ たかみち、1986年8月28日 - ）は、日本のラグビー選手。

## プロフィール
- 大分県出身[1]。
- ポジションはスクラムハーフ(SH)。
- 身長 168cm、体重 74kg
- ニックネームはミチ。

## 略歴
2005年、大分舞鶴高校卒業後、ウォーリーズ（NZ）でプレーした。なお大分舞鶴高校時代に、花園へ3度出場している。
2007年、東芝大分ラグビー部に加入。2シーズンプレーした。
2009年、福岡サニックスブルースに加入。4シーズンプレーした。。
2014年、釜石シーウェイブスに加入。同年度のほとんどの試合に出場し、チームのトップチャレンジとトップリーグ入れ替え戦出場に貢献した。
2016年、釜石シーウェイブスを退団した。